# Gigantismo insulare

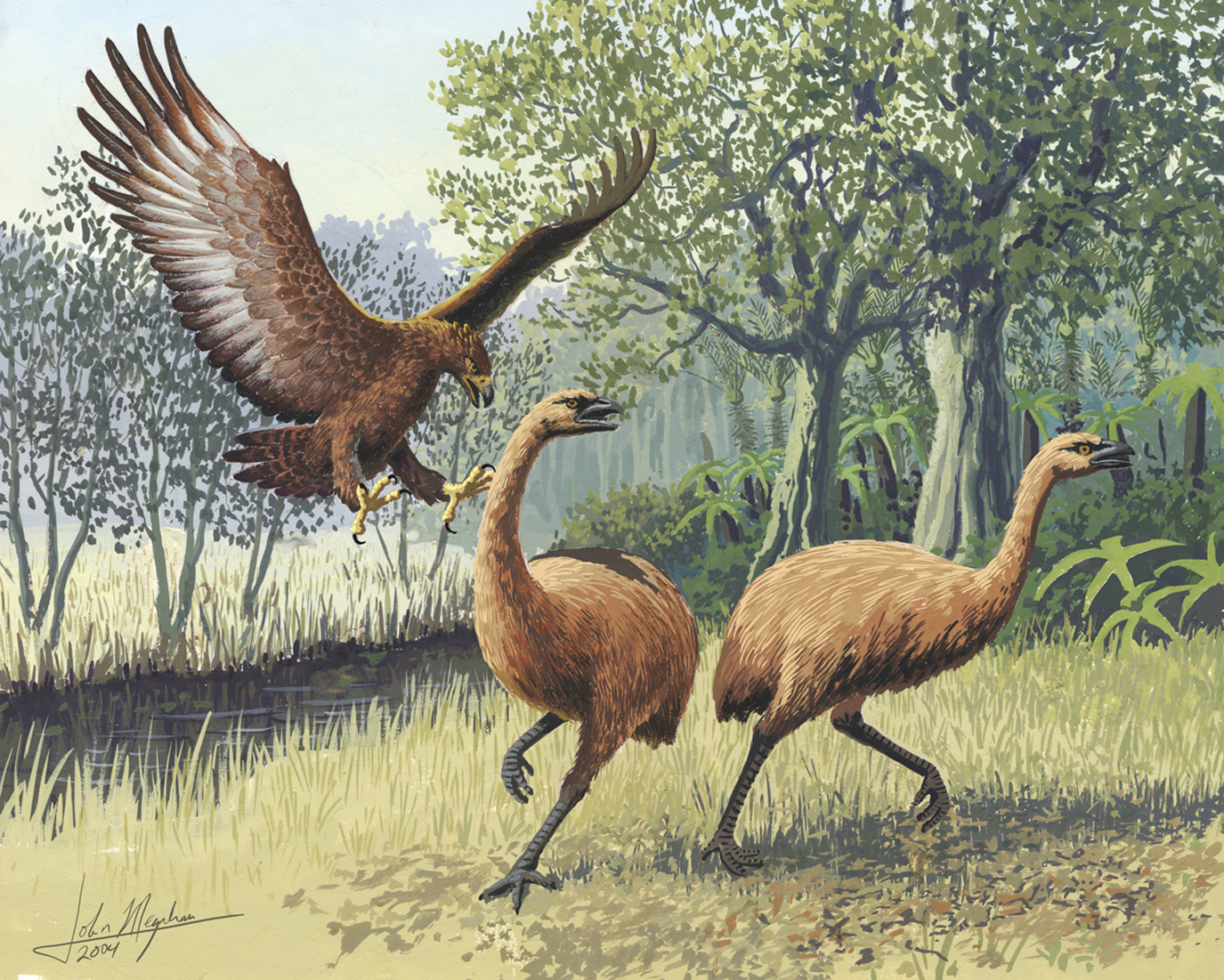
Aquila di Haast mentre attacca dei moa

Il gigantismo insulare è un fenomeno biologico che consiste nel continuo aumento di stazza di una specie animale o vegetale col passare delle generazioni, qualora questa si venga a trovare in un habitat isolato.
La taglia maggiore assicura un certo vantaggio nella lotta per la sopravvivenza (regola di Bergmann). Di solito, i grossi erbivori sono anche più lenti, ma la grossa taglia impedisce a molti predatori di cacciarli; inoltre, negli ambienti insulari, tali predatori sono spesso totalmente assenti.
Quindi, il fenomeno del gigantismo insulare, più che alle scarse risorse offerte dall'isola (come il nanismo insulare) è dovuto all'assenza di fattori che inibiscano il raggiungimento di grandi dimensioni.
Con l'arrivo dell'uomo e di nuovi predatori al suo seguito (cani, gatti, ratti, maiali), la maggior parte degli animali che presentavano questa caratteristica si sono estinti.
Al contrario del nanismo insulare, il gigantismo insulare conta numerosi esempi in tutte le classi animali, e non solo in mammiferi ed uccelli.
Ecco una serie di animali che hanno evoluto questa caratteristica:

## Mammiferi

### Roditori e Lagomorfi

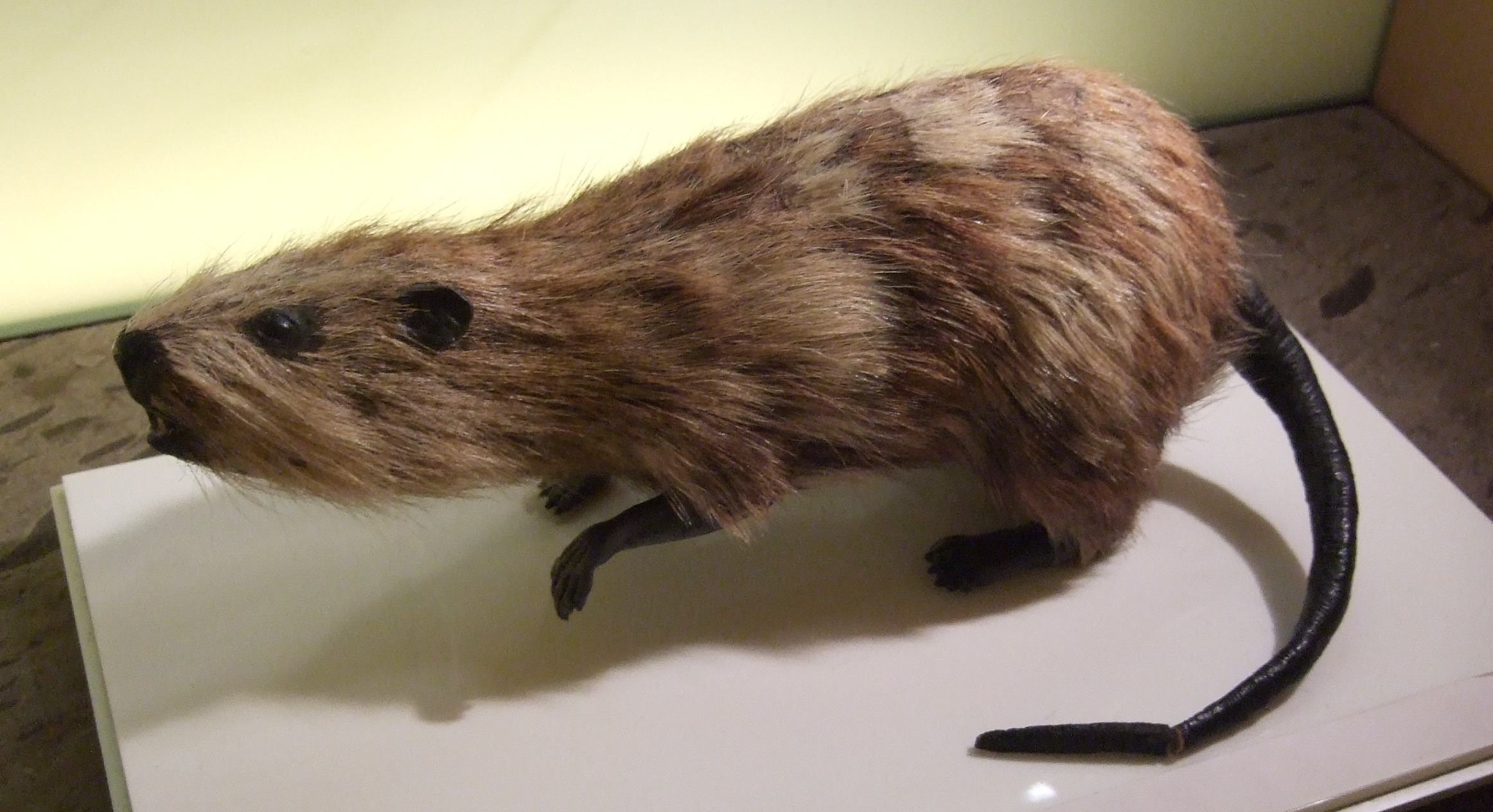
Canariomys bravoi o ratto gigante di Tenerife

- I toporagni giganti delle isole mediterranee, del genere Nesiotites.
- Il lagomorfo gigante di Minorca.
- I ghiri giganti delle Baleari, del genere Hypnomys.
- Il ratto gigante di Flores sull'omonima isola in Indonesia.
- Le specie di hutia gigante delle Antille.
- Canariomys bravoi o ratto gigante di Tenerife. Estinto.
- Canariomys tamarani o ratto gigante di Gran Canaria. Estinto.

Di solito, in ambienti insulari, i roditori ed i lagomorfi tendono a sviluppare forme di gigantismo, mentre carnivori, proboscidati ed ungulati tendono a diminuire la loro taglia.

### Primati
- I lemuri giganti dei generi Archaeoindris, Archaeolemur, Hadropithecus, Megaladapis, Pachylemur e Palaeopropithecus in Madagascar (che, nella biogeografia, sarebbe da considerarsi un continente piuttosto che un'isola).

## Uccelli

### Ratiti
- L'Aepyornis, il secondo uccello più grande mai vissuto
- I moa neozelandesi, anch'essi estinti.

### Anatidi
- Le Moa-nalo, anatre giganti hawaiiane estinte.
- Garganornis, un'anatra gigante terricola dell'Isola del Gargano.

### Galliformi
- Sylviornis neocaledoniae, una grande specie estinta di megapodide vissuta in Nuova Caledonia.
- Alcune specie di megapodidi polinesiani.

### Rallidi
- Il Takahe neozelandese ed alcune specie ad esso legate vissute in Melanesia e Polinesia.

### Pellicaniformi
- Il cormorano di Pallas vissuto sull'isola di Bering.

### Columbiformi
- Il Dodo ed il solitario di Rodriguez delle Isole Mascarene.
- Il piccione gigante di Viti Levu.

### Rapaci
- L'aquila di Haast ed il falco di palude di Eyle vissuti in Nuova Zelanda.

### Psittaciformi
- La specie estinta Heracles inexpectatus vissuta nel Miocene in Nuova Zelanda, rappresenta il più grande taxon di pappagallo conosciuto e, probabilmente, era incapace di volare;[1]
- Il pappagallo a becco grosso di Mauritius;
- Una specie di pappagallo gigante vissuta sull'Isola di Pasqua;
- Il kakapo neozelandese;

### Strigiformi
- L'Ornimegalonyx cubano.
- Varie specie estinte di barbagianni in Mediterraneo, Melanesia e Caraibi.

### Bucerotiformi
- Upupa antaios, upupa dell'isola di sant'Elena.

## Rettili

### Testudinati
- Le varie specie di tartaruga gigante, attualmente ridotte alle specie delle Seychelles e delle Galápagos.
- Geochelone burchardi, estinta tartaruga gigante di Tenerife.
- Geochelone vulcanica, estinta tartaruga gigante di Gran Canaria.

### Sauri
- Il varano di Komodo, un raro esempio di carnivoro gigante (di solito, la taglia degli animali carnivori sulle isole si riduce per far fronte alle limitate risorse alimentari).
- Il Varanus Priscus, antenato degli odierni varanidi vissuto in Australia.
- Il Chuckwalla di San Esteban (Sauromalus varius) delle isole della Baja California.
- Leiolopisma mauritiana, uno scinco estinto endemico di Mauritius.
- Macroscincus coctei, uno scincide gigante estinto endemico di Capo Verde
- Phoboscincus bocourti, un raro scincide della Nuova Caledonia.
- Il geco diurno gigante di Rodrigues, estinto.
- Gigarcanum delcourti, estinto.
- Il geco gigante della Nuova Caledonia.
- Gallotia goliath, lucertola gigante di Tenerife, estinta.

## Insetti
- La blatta sibilante malgascia.
- La forbicina gigante di Sant'Elena.
- Il grillo gigante di Conant.
- Il fasmide di Lord Howe.
- I weta neozelandesi.
- Il centopiedi gigante Ethmostigmus rubripes.

## Piante
- Le megaerbe neozelandesi.